# زراعة الكربون

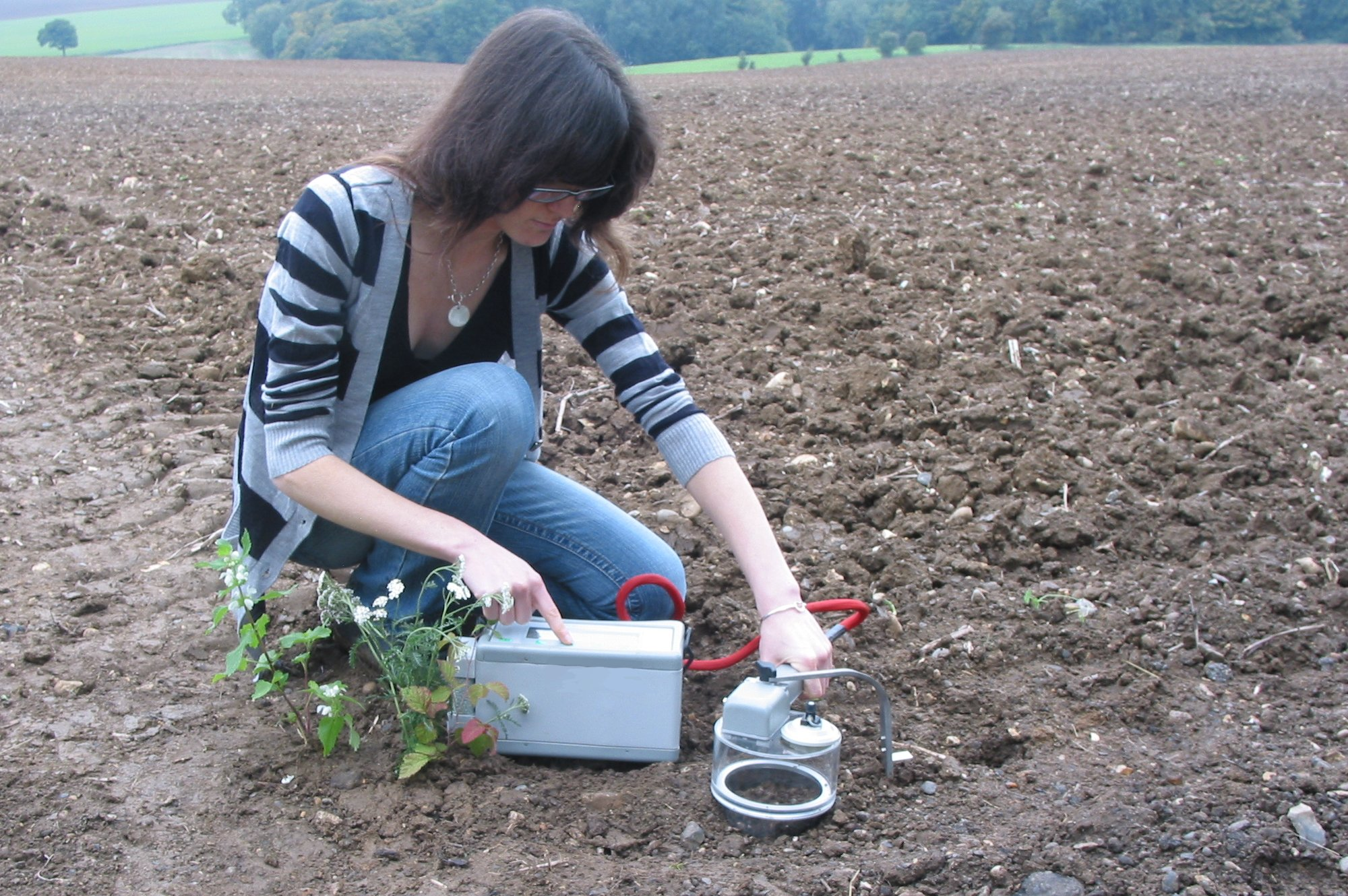
يجب أن ترفق هذه الصورة مع المقاله لأنها توضح الكثير والكثير وتساعد علي الفهم بشكل أفضل ما أن اطلعت ال الصورة فهمت المقصود وعند القراءة كان كل شيء واضح بالنسبه لي 600Mohamed Idris

زراعة الكربون مصطلح لمجموعة متنوعة من الأساليب الزراعية التي تهدف إلى عزل الكربون الجوي في التربة، وفي جذور المحاصيل والأخشاب والأوراق. تهدف زراعة الكربون إلى زيادة معدل عزل الكربون في التربة والمواد النباتية من أجل تحقيق خسارة صافية للكربون من الغلاف الجوي. يمكن أن تساعد زيادة محتوى المادة العضوية في التربة على نمو النبات، وزيادة محتوى الكربون الكلي، وتحسين قدرة التربة على الاحتفاظ بالمياه، وتقليل استخدام الأسمدة. وصلت أشكال زراعة الكربون المختلفة إلى مئات الملايين من الهكتارات على مستوى العالم، إلى ما يقارب 5 مليارات هكتار (1.2 × 1010 فدان) من الأراضي الزراعية في العالم، وذلك اعتبارًا من عام 2016. تعد إدارة الغابات بالإضافة إلى الأنشطة الزراعية، أداةً مستخدمة في زراعة الكربون.
تُمارس زراعة الكربون غالبًا من قبل مالكي الأراضي الذين تحفزهم سياسات الحكومة لاستخدام الأساليب التي تساهم في عزل الكربون وإدخالها في زراعتهم. لطرق زراعة الكربون بعض التكاليف، وبالتالي يحتاج المزارعون وملّاك الأراضي عادةً إلى سبل للاستفادة من استخدام زراعة الكربون، لذلك تضع الحكومات المختلفة برامج متنوعة.
تشمل بدائل العزل المحتملة لزراعة الكربون تنقية ثاني أكسيد الكربون من الهواء بالآلات (احتجاز مباشر للهواء)، وتغذية المحيطات لتحفيز انتشار الطحالب التي تنقل الكربون بعد الموت إلى قاع البحر، وتخزين ثاني أكسيد الكربون المنبعث من توليد الكهرباء، وسحق أنواع الصخور التي تمتص الكربون الجوي- مثل البازلت- ونشره.
تشمل تقنيات إدارة الأراضي التي يمكن دمجها مع الزراعة، زراعة الغابات وإصلاحها، ودفن الفحم الحيوي الناتج عن الكتلة الحيوية المحولة بالتحلل الحراري، وإصلاح الأراضي الرطبة. (طبقات الفحم هي بقايا الأهوار ومستنقعات الخث).

## نظرة عامة

### كربونية التربة
يُعتقد إلى حد ما، أن كربونية التربة تتراكم عند خلط المواد العضوية المتحللة مع التربة. تموت الجذور الصغيرة وتتحلل بينما النبات على قيد الحياة، ما يؤدي إلى ترسيب الكربون تحت السطح. أُكّد على دور النباتات الحية في الآونة الأخيرة، إذ أن الكربون ينطلق مع نمو النباتات. يمكن أن تحتوي التربة على ما يصل إلى 5% من الكربون وزنًا، بما في ذلك المواد النباتية والحيوانية المتحللة والفحم الحيوي.
وُجد أن حوالي نصف كربون التربة كان في التربة العميقة. ثُبّت حوالي 90% منها عن طريق الروابط المعدنية العضوية.
يهدف حوالي 32 من ممارسات مصلحة الحفاظ على الموارد الطبيعية (إن أر سي إس) إلى تحسين صحة التربة وعزل الكربون، إلى جانب الفوائد المشتركة المهمة: زيادة الاحتفاظ بالمياه، والوظيفة الهيدرولوجية، والتنوع البيولوجي والمرونة. قد تجعل الممارسات المعتمدة المزارعين مؤهلين للحصول على الأموال الفيدرالية. لم تُطرح توصية بجميع تقنيات زراعة الكربون. قد تأخذ زراعة الكربون في الاعتبار القضايا ذات الصلة مثل المياه الجوفية وتردي المياه السطحية.

## حسب القطاعات

### التحريج
يعدّ كل من التحريج والزراعة، من الأنشطة البشرية البرية، والتي تساهم بما يقارب ثلث انبعاثات غازات الاحتباس الحراري في العالم. هناك اهتمام كبير بإعادة التحريج، ولكن فيما يتعلق بزراعة الكربون، تصبح فرص إعادة التحريج هذه، منحصرة في مناطق صغيرة يزرع فيها أصحاب الأراضي الأشجار، مقابل الفوائد التي توفرها برامج زراعة الكربون.
يمكن أن يشمل التحريج في زراعة الكربون كل من إعادة التحريج، بإعادة الغابات إلى المناطق التي أُزيلت منها، والتشجير بهدف زراعة الغابات في مناطق لم تكن فيها غابات تاريخيًا. لن تحتجز جميع الغابات الكمية نفسها من الكربون. يعتمد عزل الكربون على عدة عوامل يمكن أن تشمل عمر الغابة، ونوع الغابة، ومقدار التنوع البيولوجي، وممارسات الإدارة التي تطبق على الغابة، والمناخ.
يُعتقد في غالب الأحيان أن التنوع البيولوجي فائدة جانبية لزراعة الكربون، إلا أن زيادة التنوع البيولوجي في النظم البيئية للغابات، يمكن أن تؤدي إلى زيادة معدل عزل الكربون، وبالتالي يصبح أداةً في زراعة الكربون وليس مجرد فائدة جانبية.

### الخيزران
تخزن غابات الخيزران كميات أقل من إجمالي الكربون مقارنة بمعظم أنواع الغابات الناضجة، ومع ذلك تستطيع تخزين كمية مماثلة من الكربون لما تخزنه مزارع المطاط وبساتين الأشجار، ويمكن أن تتجاوز إجمالي الكربون المخزن في الغابات الزراعية ومزارع زيت النخيل والأراضي العشبية ومناطق الأدغال. تعزل مزارع الخيزران الكربون بمعدل أسرع من الغابات الناضجة أو مزارع الأشجار، على الرغم من اكتشاف أن ما يحتجز الكربون بمعدل أسرع من الغابات الناضجة هما المزارع الجديدة أو المزارع ذات الإدارة النشطة فقط. بالمقارنة مع أنواع الأشجار الأخرى التي تنمو بسرعة مثل الخيزران، فإن الخيزران متفوق فقط في قدرته على عزل الكربون إذا ما حُصد على نحو انتقائي.
يُعرف عن غابات الخيزران بإمكانياتها العالية في عزل الكربون بشكل خاص، إذا ما تحولت النباتات المزروعة إلى منتجات معمرة تحافظ على الكربون في المادة النباتية لفترة طويلة، لأن الخيزران سريع النمو وينمو مجددًا بشكل جيد بعد الزراعة السنوية. يسمح الخيزران بتخزين الكربون ككتلة حيوية في المواد المزروعة، إلا أن أكثر من نصف الكربون المعزول بواسطة الخيزران سيُخزن في التربة.
يُخزَّن الكربون المعزول في التربة، بواسطة الجذور والجذامير، التي تشكل الكتلة الحيوية المتبقية في التربة بعد حصاد المواد النباتية فوق التربة، وتُخزن على المدى الطويل. يمكن زراعة الخيزران في أرض دون المستوى المثالي والتي ليس بإمكانها استضافة نباتات محاصيل أخرى، ولن تشمل الفوائد عزل الكربون فحسب، بل سيحسن الخيزران من جودة الأرض للمحاصيل المستقبلية، وسيقلل مساحة الأرض المعرضة لإزالة الغابات. استخدام تجارة انبعاثات الكربون متاح أيضًا للمزارعين الذين يستخدمون الخيزران لكسب الكربون في الأراضي غير المزروعة، لذلك قد يكون لزراعة الخيزران قدرة كبيرة على عزل الكربون.

### الأنظمة المائية
يشير الكربون الأزرق إلى احتمالية عزل ثاني أكسيد الكربون الذي يمكن أن يحدث في كل من البيئات الساحلية والبحرية لكربون الكتلة الحيوية غير الحية أو الحية. تشمل البيئات الساحلية المهمة في عزل الكربون، غابات الأيكة الساحلية ومنابت الأعشاب البحرية والمستنقعات الملحية، وكلها بيئات ساحلية نباتية. تعد مساحة النظم البيئية النباتية الساحلية صغيرة إلى حد ما على المستوى العالمي، وأصغر من إجمالي المساحة العالمية للغابات البرية، لكنها ستتمتع بقدرة أكبر على عزل الكربون على المدى الطويل عن طريق صد الرواسب.